# غرانت جيلكريست
غرانت جيلكريست (بالإنجليزية: Grant Gilchrist)‏ هو لاعب اتحاد الرغبي بريطاني، ولد في 9 أغسطس 1990 في إستيرلينغ في المملكة المتحدة.

## وصلات خارجية
- غرانت جيلكريست عل موقع إسبنسكروم (الإنجليزية)
- غرانت جيلكريست على موقع ItsRugby.co.uk (الإنجليزية)